# Micropsia
La micropsia è una condizione neurologica che influenza la percezione visiva umana, in cui gli oggetti appaiono più piccoli di quanto non lo siano realmente. È l'opposto della macropsia.

## Eziologia
La micropsia può essere causata da una distorsione ottica dell'immagine nell'occhio, o dall'uso di occhiali.
Le cause neurologiche della micropsia comprendono l'emicrania e (raramente) l'epilessia parziale complessa. Sebbene cambiamenti nella percezione prodotti dall'assunzione di droghe normalmente scompaiano a seguito dell'eliminazione degli agenti chimici che li hanno prodotti, l'uso prolungato di cocaina può lasciare effetti residui cronici di micropsia. Anche patologie oculari possono causare micropsia.
Alcuni fenomeni dissociativi sono legati alla micropsia, e possono causare disturbi cerebrali di lateralizzazione.